# Autoroute A56 (Italie)

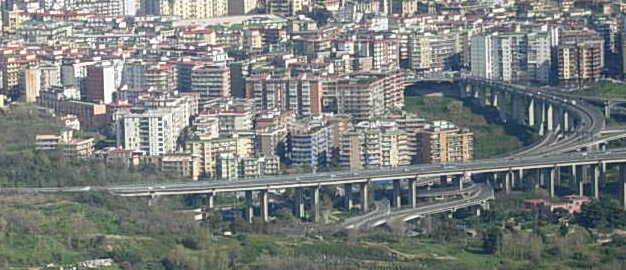

Tracé de l'A56

Pour les articles homonymes, voir A56.
L'autoroute 56 ou A56 correspond au périphérique de Naples (ou Tangenziale di Napoli). Cette autoroute italienne fut construite en 1972 et est actuellement longue de 20,2 km.

## Parcours
| A56 PÉRIPHÉRIQUE DE NAPLES |      |                                                                          |      |      |          |                  |
| n°                         | Type | Indications                                                              | ↓km↓ | ↑km↑ | Province | Route européenne |
|                            |      | Casoria - Avellino - Caserte - Rome Bari Salerne - Reggio de Calabre     | -    | -    | NA       |                  |
|                            |      | Aéroport civil Aéroport de Naples-Capodichino Branche externe Naples est | -    | -    | NA       |                  |
|                            |      | Capodichino - Secondigliano                                              | -    | -    | NA       |                  |
|                            |      | Aire de services Doganella est                                           | ***  | -    | NA       |                  |
|                            |      | Doganella                                                                | -    | -    | NA       |                  |
|                            |      | corso Malta Naples Centro Direzionale Porto Gare centrale de Naples      | -    | -    | NA       |                  |
|                            |      | Aire de services Scudillo                                                | -    | -    | NA       |                  |
|                            |      | Capodimonte Hôpital San Gennaro                                          | -    | -    | NA       |                  |
|                            |      | Arenella Spagnoli                                                        | -    | -    | NA       |                  |
|                            |      | Zone hospitalière Gare de Colli Aminei                                   | -    | -    | NA       |                  |
|                            |      | Camaldoli                                                                | -    | -    | NA       |                  |
|                            |      | Vomero Posillipo Soccavo                                                 | -    | -    | NA       |                  |
|                            |      | Fuorigrotta Stade San Paolo Piscina Scandone Mergellina Bagnoli          | -    | -    | NA       |                  |
|                            |      | Aire de services Astroni                                                 | -    | -    | NA       |                  |
|                            |      | Agnano                                                                   | -    | -    | NA       |                  |
|                            |      | Aire de services Campana                                                 | -    | -    | NA       |                  |
|                            |      | via Campana (Pozzuoli)                                                   | -    | -    | NA       |                  |
|                            |      | Cuma                                                                     | -    | -    | NA       |                  |
|                            |      | Arco Felice                                                              | -    | -    | NA       |                  |
|                            |      | SS7quater Domiziana                                                      | -    | -    | NA       |                  |